# Primera División de México 1995-96
La Temporada 1995-96 fue la edición LV del campeonato de liga de la Primera División en la denominada "época profesional" del fútbol mexicano; Comenzó el 26 de agosto y finalizó el 4 de mayo. Es el último torneo largo en la historia del profesionalismo en México, y al igual que la campaña anterior, escenario de grandes momentos.
Fue la campaña de Emilio Butragueño, el astro español del Real Madrid, quien decidió venir a tierras mexicanas a dar sus últimas batallas futbolísticas; y sorprendió al hacerlo con el modesto y recién ascendido equipo de Celaya, Guanajuato, los Toros del Atlético Celaya. Desde luego esta fue la temporada del conjunto del bajio, que con buen fútbol y garra peleó el título hasta el último momento; sorprendiendo al instalarse en cuarto lugar de la tabla general, y convertirse en el primer, y hasta ahora único equipo recién ascendido en llegar a la final de liga en la Primera División; escenificando una singular serie definitiva que se decidió mediante el gol de visitante por segunda ocasión (1990-91 la primera), donde por primera vez se registraron 2 empates en la serie (1-1 en la ida, 0-0 la vuelta), es decir no hubo ganadores, ni vencidos; y en la que el conjunto astado se ganó la simpatía de los aficionados, a tal grado de registar una entrada superior a la de los aficionados necaxistas en el Estadio Azteca.
Fue el primer torneo en que por determinación de la FIFA, las victorias contaron tres puntos, y esto modificó en cierta medida, la manera de entender y hacer el fútbol, no solo en México, sino en el resto del mundo.
En dicha temporada, Carlos Hermosillo se convirtió en el tercer mexicano en superar los 200 goles en torneos de liga, después de Horacio Casarín y Adalberto López, esto al mismo tiempo de conseguir el tricampeonato de goleo.
También fue el campeonato en que Tigres UANL puso en evidencia las fallas y lagunas del reglamento de competencia. Descendió por ser último lugar del porcentaje, previamente había ganado la Copa México, y al final del torneo, clasificó, a la liguilla por el título. El reglamento entonces vigente, no solo no imponía restricciones para clasificar a un equipo descendido, sino que no contemplaba un escenario posible, por lo que se determinó que en caso de ser campeón, permanecería en el máximo circuito, esto no sucedió, ya que los regiomontanos fueron eliminados en cuartos de final, y a partir de la siguiente campaña se estableció la imposibilidad de clasificar para el equipo que descendiera.
Finalmente fue la temporada del último bicampeón de los torneos largos, Necaxa, un equipo sólido y maduro en todas sus líneas, dirigido por Manuel Lapuente.

## Sistema de competencia
Los dieciocho participantes fueron divididos en cuatro grupos, dos de cinco equipos cada uno y dos de solo cuatro; todos disputan la fase regular bajo un sistema de liga, es decir, todos contra todos a visita recíproca; con un criterio de puntuación que otorga tres unidades por victoria, una por empate y cero por derrota. 
Clasifican a la disputa de la fase final por el título, el primer y segundo lugar de cada grupo (sin importar su ubicación en la tabla general). Los equipos clasificados son ubicados del 1 al 8 en duelos cruzados (es decir 1 vs 8, 2 vs 7, 3 vs 6 y 4 vs 5), se enfrentaban en rondas ida-vuelta o eliminación directa. 
La definición de los partidos de fase final tomarían como criterio el "Gol de visitante", es decir el equipo que en la serie ida y vuelta anotara más goles en calidad de visitante. Se procedía a tiempo extra y tiros penales en caso de tener la misma cantidad de goles en ambos partidos; los goles en tiempo extra no eran válidos para el criterio de gol de visitante, en virtud de la justicia deportiva que debía imperar, ya que en una serie a visita recíproca, solo los juegos de vuelta tienen tiempos extras.
En caso de existir uno o dos equipo que superen la puntuación de uno o dos sublíderes de grupo se procederá a jugar una reclasificación; el formato consiste en series a visita recíproca entre aquellos equipos involucrados con las condicionantes mencionadas, es decir, el sublíder de grupo se enfrentaría a aquel club que lo hubiera superado en puntos en otro grupo, y no fuera el sublíder de este; todo ello respetando la posición en la tabla general para la definición del rol de juegos, y considerando los mismos criterios de desempate vigentes de las rondas subsecuentes.
En la definición del descenso el club con menor cociente en la tabla de porcentajes descendería a Primera División "A" y considerando los criterios de desempate de la fase regular. Este se obtendría de sumar los puntos obtenidos en las últimas tres temporadas, y dividiéndolo entre los partidos disputados en ese lapso. Por única ocasión los puntos acumulados que se aplicaron al cociente, mantuvieron el valor de dos puntos por victoria.

## Equipos participantes

### Ascensos y descensos
| Pos | Ascendido de la Primera División 'A' 1994-95 |
| --- | -------------------------------------------- |
| 2°  | Atlético Celaya                              |

| Pos | Descendidos de la Primera División 1994-95 |
| --- | ------------------------------------------ |
| 17° | Correcaminos U.A.T.                        |
| 19° | TM Gallos Blancos                          |

### Equipos por Entidad Federativa
| Monterrey Tigres Morelia Atlas Guadalajara U.A.G Necaxa Puebla Toluca América Cruz Azul Atlante UNAM Santos León Veracruz Toros Neza Atlético Celaya | \| Entidad Federativa \| N.º \| Equipos \| \| ------------------ \| --- \| ------------------------------------------ \| \| Distrito Federal \| 5 \| América, Atlante, Cruz Azul, Necaxa y UNAM \| \| Jalisco \| 3 \| Atlas, Guadalajara, UAG \| \| Nuevo León \| 2 \| Monterrey y UANL \| \| Estado de México \| 2 \| Toluca y Toros Neza \| \| Guanajuato \| 2 \| León y Atlético Celaya \| \| Puebla \| 1 \| Puebla \| \| Michoacán \| 1 \| Morelia \| \| Coahuila \| 1 \| Santos Laguna \| \| Veracruz \| 1 \| Veracruz \| |                                            |
| Entidad Federativa | N.º | Equipos                                    |
| Distrito Federal | 5 | América, Atlante, Cruz Azul, Necaxa y UNAM |
| Jalisco | 3 | Atlas, Guadalajara, UAG                    |
| Nuevo León | 2 | Monterrey y UANL                           |
| Estado de México | 2 | Toluca y Toros Neza                        |
| Guanajuato | 2 | León y Atlético Celaya                     |
| Puebla | 1 | Puebla                                     |
| Michoacán | 1 | Morelia                                    |
| Coahuila | 1 | Santos Laguna                              |
| Veracruz | 1 | Veracruz                                   |

## Información sobre equipos
| Equipo          | Ciudad                                  | Estadio                | Capacidad |
| --------------- | --------------------------------------- | ---------------------- | --------- |
| América         | México, D. F.                           | Azteca                 | 114,600   |
| Atlante         | México, D.F.                            | Azulgrana              | 36,000    |
| Atlas           | Guadalajara, Jalisco                    | Jalisco                | 56,000    |
| Atlético Celaya | Celaya, Guanajuato                      | Miguel Alemán Valdés   | 23,000    |
| Cruz Azul       | México, D. F.                           | Azteca                 | 114,600   |
| Guadalajara     | Guadalajara, Jalisco                    | Jalisco                | 56,000    |
| León            | León, Guanajuato                        | Nou Camp               | 30,000    |
| Monterrey       | Monterrey, Nuevo León                   | Tecnológico            | 38,000    |
| Morelia         | Morelia, Michoacán                      | Morelos                | 39,000    |
| Necaxa          | México, D. F.                           | Azteca                 | 114,600   |
| Puebla          | Puebla, Puebla                          | Cuauhtémoc             | 36,000    |
| Santos          | Torreón, Coahuila                       | Corona                 | 18,000    |
| Tecos UAG       | Zapopan, Jalisco                        | Tres de Marzo          | 25,000    |
| Tigres UANL     | Monterrey, Nuevo León                   | Universitario          | 44,000    |
| Toluca          | Toluca, Estado de México                | La Bombonera           | 27,000    |
| Toros Neza      | Ciudad Nezahualcóyotl, Estado de México | Neza 86                | 30,000    |
| Pumas UNAM      | México, D. F.                           | Olímpico Universitario | 66,000    |
| Veracruz        | Veracruz, Veracruz                      | Luis Pirata Fuente     | 30,000    |

## Fase Regular

### Primera Vuelta
| Tigres UANL     | 1-1 | Cruz Azul | Universitario          | 26 de agosto | 17:00 |
| Atlético Celaya | 1-1 | Tecos UAG | Miguel Alemán Valdés   | 26 de agosto | 20:15 |
| Atlas           | 2-0 | Santos    | Jalisco                | 26 de agosto | 20:45 |
| Toluca          | 1-0 | Veracruz  | La Bombonera           | 27 de agosto | 11:00 |
| Guadalajara     | 0-4 | León      | Jalisco                | 27 de agosto | 12:00 |
| UNAM            | 0-0 | América   | Olímpico Universitario | 27 de agosto | 12:00 |
| Morelia         | 2-2 | Atlante   | Morelos                | 27 de agosto | 12:00 |
| Toros Neza      | 2-1 | Puebla    | Neza 86                | 27 de agosto | 15:00 |
| Necaxa          | 2-2 | Monterrey | Azteca                 | 28 de agosto | 20:45 |

| Tecos UAG | 2-2 | Guadalajara     | Tres de Marzo      | 1 de septiembre | 20:30 |
| Cruz Azul | 3-0 | Toluca          | Azteca             | 2 de septiembre | 17:00 |
| Monterrey | 1-2 | Atlético Celaya | Tecnológico        | 2 de septiembre | 20:45 |
| Puebla    | 1-1 | Necaxa          | Cuauhtémoc         | 3 de septiembre | 12:00 |
| Veracruz  | 4-2 | Toros Neza      | Luis Pirata Fuente | 3 de septiembre | 12:00 |
| Atlante   | 0-1 | Atlas           | Azulgrana          | 3 de septiembre | 12:00 |
| León      | 3-2 | UNAM            | Nou Camp           | 3 de septiembre | 14:00 |
| Santos    | 1-1 | Tigres UANL     | Corona             | 3 de septiembre | 16:00 |
| América   | 3-1 | Morelia         | Azteca             | 4 de septiembre | 20:45 |

| Tigres UANL     | 2-0 | Atlante   | Universitario          | 9 de septiembre  | 17:00 |
| Atlético Celaya | 2-2 | Puebla    | Miguel Alemán Valdés   | 9 de septiembre  | 20:15 |
| León            | 3-3 | Tecos UAG | Nou Camp               | 9 de septiembre  | 20:45 |
| Atlas           | 1-1 | América   | Jalisco                | 9 de septiembre  | 20:45 |
| Toluca          | 2-2 | Santos    | La Bombonera           | 10 de septiembre | 11:00 |
| Guadalajara     | 4-2 | Monterrey | Jalisco                | 10 de septiembre | 12:00 |
| UNAM            | 3-0 | Morelia   | Olímpico Universitario | 10 de septiembre | 12:00 |
| Toros Neza      | 2-5 | Cruz Azul | Neza 86                | 10 de septiembre | 15:00 |
| Necaxa          | 1-0 | Veracruz  | Azteca                 | 11 de septiembre | 20:45 |

| Monterrey | 2-2 | León            | Tecnológico        | 15 de septiembre | 17:00 |
| Veracruz  | 1-2 | Atlético Celaya | Luis Pirata Fuente | 16 de septiembre | 16:00 |
| Cruz Azul | 0-2 | Necaxa          | Azteca             | 16 de septiembre | 17:00 |
| Puebla    | 0-0 | Guadalajara     | Cuauhtémoc         | 16 de septiembre | 20:00 |
| Atlante   | 2-0 | Toluca          | Azulgrana          | 17 de septiembre | 12:00 |
| Tecos UAG | 1-1 | UNAM            | Tres de Marzo      | 17 de septiembre | 12:00 |
| Morelia   | 1-4 | Atlas           | Morelos            | 17 de septiembre | 12:00 |
| Santos    | 2-1 | Toros Neza      | Corona             | 17 de septiembre | 16:00 |
| América   | 1-1 | Tigres UANL     | Azteca             | 18 de septiembre | 20:45 |

| Tecos UAG       | 0-0 | Monterrey | Tres de Marzo          | 22 de septiembre | 20:30 |
| Tigres UANL     | 1-0 | Morelia   | Universitario          | 23 de septiembre | 17:00 |
| Atlético Celaya | 0-0 | Cruz Azul | Corregidora            | 23 de septiembre | 20:15 |
| León            | 2-0 | Puebla    | Nou Camp               | 23 de septiembre | 20:45 |
| Toluca          | 0-2 | América   | Toluca 70-86           | 24 de septiembre | 11:00 |
| Guadalajara     | 1-2 | Veracruz  | Jalisco                | 24 de septiembre | 12:00 |
| UNAM            | 2-2 | Atlas     | Olímpico Universitario | 24 de septiembre | 12:00 |
| Toros Neza      | 3-0 | Atlante   | Neza 86                | 24 de septiembre | 15:00 |
| Necaxa          | 1-1 | Santos    | Azteca                 | 25 de septiembre | 20:45 |

| Veracruz         | 3-1 | León            | Luis Pirata Fuente | 30 de septiembre | 16:00 |
| Cruz Azul        | 0-0 | Guadalajara     | Azteca             | 30 de septiembre | 17:00 |
| Puebla           | 0-2 | Tecos UAG       | Cuauhtémoc         | 30 de septiembre | 20:00 |
| Monterrey        | 2-1 | Pumas UNAM      | Tecnológico        | 30 de septiembre | 20:45 |
| Atlas            | 2-2 | Tigres UANL     | Jalisco            | 30 de septiembre | 20:45 |
| Atlético Morelia | 0-1 | Toluca          | Morelos            | 1 de octubre     | 12:00 |
| Atlante          | 2-4 | Necaxa          | Azulgrana          | 1 de octubre     | 12:00 |
| Santos           | 2-1 | Atlético Celaya | Corona             | 1 de octubre     | 16:00 |
| América          | 1-1 | Toros Neza      | Azteca             | 2 de octubre     | 20:45 |

| UNAM            | 1-1 | Tigres UANL | Olímpico Universitario | 6 de octubre | 15:00 |
| Atlético Celaya | 0-0 | Atlante     | Corregidora            | 6 de octubre | 20:15 |
| Tecos UAG       | 1-1 | Veracruz    | Tres de Marzo          | 6 de octubre | 20:30 |
| Monterrey       | 4-1 | Puebla      | Tecnológico            | 6 de octubre | 20:45 |
| León            | 1-1 | Cruz Azul   | Nou Camp               | 7 de octubre | 20:45 |
| Toluca          | 3-1 | Atlas       | La Bombonera           | 8 de octubre | 11:00 |
| Necaxa          | 1-0 | América     | Azteca                 | 8 de octubre | 12:00 |
| Guadalajara     | 1-0 | Santos      | Jalisco                | 8 de octubre | 12:00 |
| Toros Neza      | 3-2 | Morelia     | Neza 86                | 8 de octubre | 15:00 |

| Veracruz    | 1-0 | Monterrey       | Luis Pirata Fuente | 14 de octubre | 16:00 |
| Cruz Azul   | 2-2 | Tecos UAG       | Azteca             | 14 de octubre | 17:00 |
| Tigres UANL | 2-2 | Toluca          | Universitario      | 14 de octubre | 17:00 |
| Puebla      | 1-3 | UNAM            | Cuauhtémoc         | 14 de octubre | 20:00 |
| Atlas       | 4-3 | Toros Neza      | Jalisco            | 14 de octubre | 20:45 |
| Morelia     | 3-2 | Necaxa          | Morelos            | 15 de octubre | 12:00 |
| Atlante     | 0-0 | Guadalajara     | Azulgrana          | 15 de octubre | 12:00 |
| Santos      | 0-1 | León            | Corona             | 15 de octubre | 16:00 |
| América     | 4-1 | Atlético Celaya | Azteca             | 16 de octubre | 20:45 |

| Tecos UAG       | 1-1 | Santos      | Tres de Marzo          | 20 de octubre | 20:30 |
| Monterrey       | 0-2 | Cruz Azul   | Tecnológico            | 20 de octubre | 20:45 |
| Puebla          | 2-0 | Veracruz    | Cuauhtémoc             | 21 de octubre | 20:00 |
| Atlético Celaya | 1-1 | Morelia     | Miguel Alemán Valdés   | 21 de octubre | 20:15 |
| León            | 3-0 | Atlante     | Nou Camp               | 21 de octubre | 20:45 |
| Necaxa          | 3-3 | Atlas       | Azteca                 | 21 de octubre | 20:45 |
| UNAM            | 1-0 | Toluca      | Olímpico Universitario | 22 de octubre | 12:00 |
| Guadalajara     | 0-2 | América     | Jalisco                | 22 de octubre | 12:00 |
| Toros Neza      | 1-1 | Tigres UANL | Neza 86                | 22 de octubre | 15:00 |

| Veracruz    | 1-0 | UNAM            | Luis Pirata Fuente | 28 de octubre | 16:00 |
| Cruz Azul   | 5-1 | Puebla          | Azteca             | 28 de octubre | 17:00 |
| Tigres UANL | 0-2 | Necaxa          | Universitario      | 28 de octubre | 17:00 |
| Atlas       | 0-1 | Atlético Celaya | Jalisco            | 28 de octubre | 20:45 |
| Toluca      | 1-1 | Toros Neza      | La Bombonera       | 29 de octubre | 11:00 |
| Atlante     | 2-2 | Tecos UAG       | Azulgrana          | 29 de octubre | 12:00 |
| Morelia     | 2-1 | Guadalajara     | Morelos            | 29 de octubre | 12:00 |
| Santos      | 0-0 | Monterrey       | Corona             | 29 de octubre | 16:00 |
| América     | 3-1 | León            | Azteca             | 30 de octubre | 20:45 |

| Tecos UAG       | 2-1 | América     | Tres de Marzo          | 3 de noviembre | 20:30 |
| Veracruz        | 0-0 | Cruz Azul   | Luis Pirata Fuente     | 4 de noviembre | 16:00 |
| Puebla          | 2-3 | Santos      | Cuauhtémoc             | 4 de noviembre | 20:00 |
| Atlético Celaya | 0-1 | Tigres UANL | Miguel Alemán Valdés   | 4 de noviembre | 20:15 |
| Monterrey       | 3-1 | Atlante     | Tecnológico            | 4 de noviembre | 20:45 |
| León            | 2-1 | Morelia     | Nou Camp               | 4 de noviembre | 20:45 |
| Guadalajara     | 5-2 | Atlas       | Jalisco                | 5 de noviembre | 12:00 |
| UNAM            | 0-0 | Toros Neza  | Olímpico Universitario | 5 de noviembre | 12:00 |
| Necaxa          | 2-3 | Toluca      | Azteca                 | 6 de noviembre | 20:45 |

| Morelia     | 0-0 | Tecos UAG       | Morelos       | 10 de noviembre | 15:00 |
| Tigres UANL | 0-1 | Guadalajara     | Universitario | 11 de noviembre | 17:00 |
| Cruz Azul   | 1-2 | UNAM            | Azteca        | 11 de noviembre | 17:00 |
| Atlas       | 3-2 | León            | Jalisco       | 11 de noviembre | 20:45 |
| Toluca      | 1-3 | Atlético Celaya | La Bombonera  | 12 de noviembre | 11:00 |
| Atlante     | 1-0 | Puebla          | Azulgrana     | 12 de noviembre | 12:00 |
| Toros Neza  | 1-3 | Necaxa          | Neza 86       | 12 de noviembre | 12:00 |
| Santos      | 5-0 | Veracruz        | Corona        | 12 de noviembre | 16:00 |
| América     | 4-1 | Monterrey       | Azteca        | 13 de noviembre | 20:45 |

| Puebla          | 2-2 | América     | Cuauhtémoc             | 17 de noviembre | 20:00 |
| Tecos UAG       | 0-0 | Atlas       | Tres de Marzo          | 17 de noviembre | 20:30 |
| Veracruz        | 2-1 | Atlante     | Luis Pirata Fuente     | 18 de noviembre | 16:00 |
| Cruz Azul       | 0-0 | Santos      | Azteca                 | 18 de noviembre | 17:00 |
| Atlético Celaya | 1-1 | Toros Neza  | Miguel Alemán Valdés   | 18 de noviembre | 20:15 |
| León            | 0-1 | Tigres UANL | Nou Camp               | 18 de noviembre | 20:45 |
| Monterrey       | 2-2 | Morelia     | Tecnológico            | 18 de noviembre | 20:45 |
| UNAM            | 0-0 | Necaxa      | Olímpico Universitario | 19 de noviembre | 12:00 |
| Guadalajara     | 1-0 | Toluca      | Jalisco                | 19 de noviembre | 12:00 |

| Necaxa      | 3-1 | Atlético Celaya | Azteca        | 25 de noviembre | 17:00 |
| Tigres UANL | 3-2 | Tecos UAG       | Universitario | 25 de noviembre | 17:00 |
| Atlas       | 1-3 | Monterrey       | Jalisco       | 25 de noviembre | 20:45 |
| Toluca      | 0-1 | León            | La Bombonera  | 26 de noviembre | 11:00 |
| Morelia     | 2-1 | Puebla          | Morelos       | 26 de noviembre | 12:00 |
| Atlante     | 1-1 | Cruz Azul       | Azteca        | 26 de noviembre | 12:00 |
| Toros Neza  | 1-0 | Guadalajara     | Neza 86       | 26 de noviembre | 12:00 |
| Santos      | 1-3 | UNAM            | Corona        | 26 de noviembre | 16:00 |
| América     | 3-0 | Veracruz        | Azteca        | 27 de noviembre | 20:45 |

| Tecos UAG   | 2-1 | Toluca          | Tres de Marzo          | 1 de diciembre | 20:30 |
| Veracruz    | 4-0 | Morelia         | Luis Pirata Fuente     | 2 de diciembre | 16:00 |
| Cruz Azul   | 1-1 | América         | Azteca                 | 2 de diciembre | 17:00 |
| Monterrey   | 2-1 | Tigres UANL     | Tecnológico            | 2 de diciembre | 20:45 |
| León        | 1-1 | Toros Neza      | Nou Camp               | 2 de diciembre | 20:45 |
| Guadalajara | 1-0 | Necaxa          | Jalisco                | 3 de diciembre | 12:00 |
| UNAM        | 1-0 | Atlético Celaya | Olímpico Universitario | 3 de diciembre | 12:00 |
| Santos      | 0-0 | Atlante         | Corona                 | 3 de diciembre | 16:00 |
| Puebla      | 1-1 | Atlas           | Cuauhtémoc             | 5 de diciembre | 20:00 |

| UNAM            | 3-4 | Atlante     | Olímpico Universitario | 9 de diciembre  | 15:00 |
| Tigres UANL     | 3-2 | Puebla      | Universitario          | 9 de diciembre  | 17:00 |
| Atlético Celaya | 1-1 | Guadalajara | Corregidora            | 9 de diciembre  | 20:15 |
| Atlas           | 2-1 | Veracruz    | Jalisco                | 9 de diciembre  | 20:45 |
| Toluca          | 3-2 | Monterrey   | La Bombonera           | 10 de diciembre | 11:00 |
| Morelia         | 1-3 | Cruz Azul   | Morelos                | 10 de diciembre | 12:00 |
| Necaxa          | 3-0 | León        | Azteca                 | 10 de diciembre | 12:00 |
| Toros Neza      | 3-2 | Tecos UAG   | Neza 86                | 10 de diciembre | 15:00 |
| América         | 1-0 | Santos      | Azteca                 | 11 de diciembre | 20:45 |

| Tecos UAG   | 0-0 | Necaxa          | Tres de Marzo      | 15 de diciembre | 20:30 |
| Veracruz    | 4-0 | Tigres UANL     | Luis Pirata Fuente | 16 de diciembre | 16:00 |
| Cruz Azul   | 1-2 | Atlas           | Azteca             | 16 de diciembre | 17:00 |
| Monterrey   | 2-1 | Toros Neza      | Tecnológico        | 16 de diciembre | 17:00 |
| Puebla      | 1-0 | Toluca          | Cuauhtémoc         | 16 de diciembre | 20:00 |
| León        | 2-2 | Atlético Celaya | Nou Camp           | 16 de diciembre | 20:45 |
| Atlante     | 3-2 | América         | Azulgrana          | 17 de diciembre | 12:00 |
| Guadalajara | 3-0 | UNAM            | Jalisco            | 17 de diciembre | 12:00 |
| Santos      | 3-0 | Morelia         | Corona             | 17 de diciembre | 16:00 |

### Segunda Vuelta
| Cruz Azul | 5-0 | Tigres UANL     | Azteca             | 21 de diciembre | 20:45 |
| Tecos UAG | 2-1 | Atlético Celaya | Tres de Marzo      | 22 de diciembre | 20:30 |
| Atlante   | 1-4 | Morelia         | Azulgrana          | 22 de diciembre | 20:45 |
| Santos    | 0-1 | Atlas           | Corona             | 23 de diciembre | 16:00 |
| Veracruz  | 0-0 | Toluca          | Luis Pirata Fuente | 23 de diciembre | 16:00 |
| Puebla    | 0-1 | Toros Neza      | Cuauhtémoc         | 23 de diciembre | 17:00 |
| Monterrey | 1-0 | Necaxa          | Tecnológico        | 23 de diciembre | 17:00 |
| América   | 2-2 | UNAM            | Azteca             | 23 de diciembre | 20:00 |
| León      | 1-1 | Guadalajara     | Nou Camp           | 23 de diciembre | 20:45 |

| Guadalajara     | 1-1 | Tecos UAG | Jalisco                | 28 de diciembre | 20:45 |
| UNAM            | 1-0 | León      | Olímpico Universitario | 29 de diciembre | 20:30 |
| Morelia         | 1-1 | América   | Morelos                | 30 de diciembre | 14:00 |
| Toluca          | 0-2 | Cruz Azul | La Bombonera           | 30 de diciembre | 15:00 |
| Necaxa          | 0-0 | Puebla    | Azteca                 | 30 de diciembre | 17:00 |
| Tigres UANL     | 0-0 | Santos    | Universitario          | 30 de diciembre | 17:00 |
| Atlético Celaya | 1-1 | Monterrey | Miguel Alemán Valdés   | 30 de diciembre | 20:15 |
| Toros Neza      | 6-1 | Veracruz  | Neza 86                | 31 de diciembre | 12:00 |
| Atlas           | 0-2 | Atlante   | Jalisco                | 3 de enero      | 20:45 |

| Tecos UAG | 0-1 | León            | Tres de Marzo      | 5 de enero | 20:30 |
| Veracruz  | 0-0 | Necaxa          | Luis Pirata Fuente | 6 de enero | 16:00 |
| Monterrey | 0-0 | Guadalajara     | Tecnológico        | 6 de enero | 17:00 |
| Cruz Azul | 1-1 | Toros Neza      | Azteca             | 6 de enero | 17:00 |
| América   | 2-0 | Atlas           | Azteca             | 6 de enero | 19:15 |
| Puebla    | 0-1 | Atlético Celaya | Cuauhtémoc         | 6 de enero | 20:00 |
| Morelia   | 0-1 | UNAM            | Morelos            | 7 de enero | 12:00 |
| Atlante   | 1-2 | Tigres UANL     | Azulgrana          | 7 de enero | 12:00 |
| Santos    | 0-1 | Toluca          | Corona             | 7 de enero | 16:00 |

| UNAM            | 2-2 | Tecos UAG | Olímpico Universitario | 13 de enero | 15:00 |
| Tigres UANL     | 1-1 | América   | Universitario          | 13 de enero | 17:00 |
| Atlético Celaya | 1-0 | Veracruz  | Miguel Alemán Valdés   | 13 de enero | 20:15 |
| León            | 1-1 | Monterrey | Nou Camp               | 13 de enero | 20:45 |
| Atlas           | 1-0 | Morelia   | Jalisco                | 13 de enero | 20:45 |
| Toluca          | 2-2 | Atlante   | La Bombonera           | 14 de enero | 11:00 |
| Guadalajara     | 0-1 | Puebla    | Jalisco                | 14 de enero | 12:00 |
| Necaxa          | 0-2 | Cruz Azul | Azteca                 | 14 de enero | 12:00 |
| Toros Neza      | 3-2 | Santos    | Neza 86                | 14 de enero | 15:00 |

| Veracruz  | 2-0 | Guadalajara     | Luis Pirata Fuente | 20 de enero | 16:00 |
| Cruz Azul | 2-3 | Atlético Celaya | Azteca             | 20 de enero | 17:00 |
| Puebla    | 1-1 | León            | Cuauhtémoc         | 20 de enero | 17:00 |
| Monterrey | 6-1 | Tecos UAG       | Tecnológico        | 20 de enero | 17:00 |
| Atlas     | 1-1 | UNAM            | Jalisco            | 20 de enero | 20:45 |
| Atlante   | 1-1 | Toros Neza      | Azulgrana          | 21 de enero | 12:00 |
| Morelia   | 1-1 | Tigres UANL     | Morelos            | 21 de enero | 12:00 |
| Santos    | 2-1 | Necaxa          | Corona             | 21 de enero | 16:00 |
| América   | 1-1 | Toluca          | Azteca             | 22 de enero | 20:45 |

| Tecos UAG       | 0-2 | Puebla    | Tres de Marzo          | 26 de enero | 20:30 |
| Atlético Celaya | 2-1 | Santos    | Miguel Alemán Valdés   | 27 de enero | 12:00 |
| Necaxa          | 2-1 | Atlante   | Azteca                 | 27 de enero | 17:00 |
| León            | 0-1 | Veracruz  | Nou Camp               | 27 de enero | 20:45 |
| Toluca          | 0-1 | Morelia   | La Bombonera           | 28 de enero | 11:00 |
| Guadalajara     | 2-3 | Cruz Azul | Jalisco                | 28 de enero | 12:00 |
| UNAM            | 1-1 | Monterrey | Olímpico Universitario | 28 de enero | 12:00 |
| Tigres UANL     | 1-0 | Atlas     | Tamaulipas             | 28 de enero | 15:30 |
| Toros Neza      | 2-0 | América   | Neza 86                | 28 de enero | 16:00 |

| Atlante     | 1-2 | Atlético Celaya | Azulgrana          | 2 de febrero | 20:45 |
| Veracruz    | 2-2 | Tecos UAG       | Luis Pirata Fuente | 3 de febrero | 16:00 |
| Cruz Azul   | 1-1 | León            | Azteca             | 3 de febrero | 17:00 |
| Tigres UANL | 2-1 | UNAM            | Universitario      | 3 de febrero | 17:00 |
| Puebla      | 1-0 | Monterrey       | Cuauhtémoc         | 3 de febrero | 20:00 |
| Atlas       | 1-0 | Toluca          | Jalisco            | 3 de febrero | 20:45 |
| América     | 4-4 | Necaxa          | Azteca             | 4 de febrero | 12:00 |
| Morelia     | 0-1 | Toros Neza      | Morelos            | 4 de febrero | 12:00 |
| Santos      | 0-2 | Guadalajara     | Corona             | 4 de febrero | 16:00 |

| Tecos UAG       | 0-1 | Cruz Azul   | Tres de Marzo          | 9 de febrero  | 20:30 |
| Monterrey       | 1-4 | Veracruz    | Tecnológico            | 10 de febrero | 17:00 |
| Atlético Celaya | 2-2 | América     | Miguel Alemán Valdés   | 10 de febrero | 20:15 |
| León            | 4-3 | Santos      | Sergio León Chávez     | 10 de febrero | 20:45 |
| Toluca          | 0-0 | Tigres UANL | Toluca 70-86           | 11 de febrero | 12:00 |
| UNAM            | 4-0 | Puebla      | Olímpico Universitario | 11 de febrero | 12:00 |
| Guadalajara     | 1-0 | Atlante     | Jalisco                | 11 de febrero | 12:00 |
| Toros Neza      | 0-0 | Atlas       | Neza 86                | 11 de febrero | 15:00 |
| Necaxa          | 2-1 | Morelia     | Azteca                 | 12 de febrero | 20:45 |

| Atlante     | 2-1 | León            | Azulgrana          | 16 de febrero | 20:45 |
| Toluca      | 2-1 | UNAM            | La Bombonera       | 17 de febrero | 11:00 |
| Veracruz    | 1-0 | Puebla          | Luis Pirata Fuente | 17 de febrero | 16:00 |
| Cruz Azul   | 2-2 | Monterrey       | Azteca             | 17 de febrero | 17:00 |
| Tigres UANL | 0-1 | Toros Neza      | Universitario      | 17 de febrero | 17:00 |
| Atlas       | 2-2 | Necaxa          | Jalisco            | 17 de febrero | 20:45 |
| Morelia     | 1-3 | Atlético Celaya | Morelos            | 18 de febrero | 12:00 |
| América     | 2-3 | Guadalajara     | Azteca             | 18 de febrero | 12:00 |
| Santos      | 0-0 | Tecos UAG       | Corona             | 18 de febrero | 16:00 |

| Tecos UAG       | 2-2 | Atlante     | Tres de Marzo          | 21 de febrero | 20:30 |
| Necaxa          | 2-1 | Tigres UANL | Azteca                 | 24 de febrero | 17:00 |
| Puebla          | 1-3 | Cruz Azul   | Cuauhtémoc             | 24 de febrero | 20:00 |
| Atlético Celaya | 0-2 | Atlas       | Miguel Alemán Valdés   | 24 de febrero | 20:15 |
| Monterrey       | 2-1 | Santos      | Tecnológico            | 24 de febrero | 20:45 |
| León            | 2-2 | América     | Nou Camp               | 24 de febrero | 20:45 |
| Guadalajara     | 0-1 | Morelia     | Jalisco                | 25 de febrero | 12:00 |
| UNAM            | 2-1 | Veracruz    | Olímpico Universitario | 25 de febrero | 12:00 |
| Toros Neza      | 2-1 | Toluca      | Neza 86                | 25 de febrero | 15:00 |

| Cruz Azul   | 3-2 | Veracruz        | Azteca        | 2 de marzo | 17:00 |
| Tigres UANL | 2-0 | Atlético Celaya | Universitario | 2 de marzo | 17:00 |
| Atlas       | 2-0 | Guadalajara     | Jalisco       | 2 de marzo | 20:45 |
| Toluca      | 1-4 | Necaxa          | La Bombonera  | 3 de marzo | 11:00 |
| Atlante     | 0-1 | Monterrey       | Azulgrana     | 3 de marzo | 12:00 |
| Morelia     | 2-2 | León            | Morelos       | 3 de marzo | 12:00 |
| Toros Neza  | 1-1 | UNAM            | Neza 86       | 3 de marzo | 15:00 |
| Santos      | 1-0 | Puebla          | Corona        | 3 de marzo | 16:00 |
| América     | 3-1 | Tecos UAG       | Azteca        | 4 de marzo | 20:45 |

| Tecos UAG       | 1-1 | Morelia     | Tres de Marzo          | 8 de marzo  | 20:45 |
| Puebla          | 1-1 | Atlante     | Cuauhtémoc             | 9 de marzo  | 20:00 |
| Atlético Celaya | 0-1 | Toluca      | Miguel Alemán Valdés   | 9 de marzo  | 20:15 |
| León            | 2-1 | Atlas       | Nou Camp               | 9 de marzo  | 20:45 |
| Monterrey       | 0-0 | América     | Tecnológico            | 9 de marzo  | 20:45 |
| UNAM            | 2-1 | Cruz Azul   | Olímpico Universitario | 10 de marzo | 12:00 |
| Guadalajara     | 1-1 | Tigres UANL | Jalisco                | 10 de marzo | 12:00 |
| Veracruz        | 2-5 | Santos      | Luis Pirata Fuente     | 10 de marzo | 16:00 |
| Necaxa          | 2-0 | Toros Neza  | Azteca                 | 11 de marzo | 20:45 |

| Atlante     | 0-1 | Veracruz        | Azulgrana     | 15 de marzo | 20:45 |
| Tigres UANL | 3-0 | León            | Universitario | 16 de marzo | 17:00 |
| América     | 1-3 | Puebla          | Azteca        | 16 de marzo | 20:45 |
| Atlas       | 3-0 | Tecos UAG       | Jalisco       | 16 de marzo | 20:45 |
| Toluca      | 1-0 | Guadalajara     | La Bombonera  | 17 de marzo | 11:00 |
| Morelia     | 2-0 | Monterrey       | Morelos       | 17 de marzo | 12:00 |
| Necaxa      | 2-1 | UNAM            | Azteca        | 17 de marzo | 12:00 |
| Toros Neza  | 1-4 | Atlético Celaya | Neza 86       | 17 de marzo | 15:00 |
| Santos      | 2-4 | Cruz Azul       | Corona        | 17 de marzo | 16:00 |

| Tecos UAG       | 1-0 | Tigres UANL | Jalisco                | 20 de marzo | 18:45 |
| Atlético Celaya | 2-1 | Necaxa      | Miguel Alemán Valdés   | 20 de marzo | 20:15 |
| Puebla          | 0-1 | Morelia     | Cuauhtémoc             | 20 de marzo | 20:30 |
| UNAM            | 1-0 | Santos      | Olímpico Universitario | 20 de marzo | 20:30 |
| Guadalajara     | 0-0 | Toros Neza  | Jalisco                | 20 de marzo | 20:45 |
| León            | 2-0 | Toluca      | Nou Camp               | 20 de marzo | 20:45 |
| Monterrey       | 2-2 | Atlas       | Tecnológico            | 20 de marzo | 21:00 |
| Veracruz        | 1-0 | América     | Luis Pirata Fuente     | 21 de marzo | 15:00 |
| Cruz Azul       | 1-1 | Atlante     | Azteca                 | 21 de marzo | 19:00 |

| Necaxa          | 4-0 | Guadalajara | Azteca               | 23 de marzo | 17:00 |
| Atlético Celaya | 4-2 | UNAM        | Miguel Alemán Valdés | 23 de marzo | 20:15 |
| Atlas           | 1-1 | Puebla      | Jalisco              | 23 de marzo | 20:45 |
| Toluca          | 0-2 | Tecos UAG   | La Bombonera         | 24 de marzo | 11:00 |
| Morelia         | 1-0 | Veracruz    | Morelos              | 24 de marzo | 12:00 |
| Tigres UANL     | 1-2 | Monterrey   | Universitario        | 24 de marzo | 12:00 |
| Toros Neza      | 4-3 | León        | Neza 86              | 24 de marzo | 15:00 |
| América         | 1-2 | Cruz Azul   | Azteca               | 24 de marzo | 20:00 |
| Atlante         | 2-1 | Santos      | Azulgrana            | 25 de marzo | 20:45 |

| Tecos UAG   | 1-0 | Toros Neza      | Tres de Marzo      | 29 de marzo | 20:45 |
| Veracruz    | 2-0 | Atlas           | Luis Pirata Fuente | 30 de marzo | 16:00 |
| Cruz Azul   | 1-1 | Morelia         | Azteca             | 30 de marzo | 17:00 |
| Puebla      | 0-0 | Tigres UANL     | Cuauhtémoc         | 30 de marzo | 20:00 |
| Monterrey   | 1-0 | Toluca          | Tecnológico        | 30 de marzo | 20:45 |
| León        | 3-1 | Necaxa          | Nou Camp           | 30 de marzo | 20:45 |
| Atlante     | 0-3 | UNAM            | Azulgrana          | 31 de marzo | 12:00 |
| Guadalajara | 3-4 | Atlético Celaya | Jalisco            | 31 de marzo | 12:00 |
| Santos      | 1-1 | América         | Corona             | 31 de marzo | 16:00 |

| Necaxa          | 1-2 | Tecos UAG   | Azteca                 | 6 de abril | 17:00 |
| Toluca          | 5-0 | Puebla      | La Bombonera           | 7 de abril | 11:00 |
| Morelia         | 0-1 | Santos      | Morelos                | 7 de abril | 12:00 |
| Atlas           | 3-1 | Cruz Azul   | Jalisco                | 7 de abril | 16:00 |
| Toros Neza      | 2-3 | Monterrey   | Neza 86                | 7 de abril | 16:00 |
| Tigres UANL     | 2-0 | Veracruz    | Universitario          | 7 de abril | 16:00 |
| América         | 3-3 | Atlante     | Azteca                 | 7 de abril | 16:00 |
| UNAM            | 1-2 | Guadalajara | Olímpico Universitario | 7 de abril | 16:00 |
| Atlético Celaya | 0-2 | León        | Miguel Alemán Valdés   | 7 de abril | 16:00 |

## Tabla general
| Pos. | Equipo           | Pts. | PJ | G  | E  | P  | GF | GC | Dif. | Clasificación                   |
| ---- | ---------------- | ---- | -- | -- | -- | -- | -- | -- | ---- | ------------------------------- |
| 1    | Cruz Azul        | 56   | 34 | 14 | 14 | 6  | 61 | 38 | +23  | Cuartos de final de la liguilla |
| 2    | Necaxa (C)       | 55   | 34 | 15 | 10 | 9  | 58 | 41 | +17  | Cuartos de final de la liguilla |
| 3    | Atlas            | 53   | 34 | 14 | 11 | 9  | 51 | 45 | +6   | Cuartos de final de la liguilla |
| 4    | Atlético Celaya  | 52   | 34 | 14 | 10 | 10 | 49 | 46 | +3   | Cuartos de final de la liguilla |
| 5    | Monterrey        | 51   | 34 | 13 | 12 | 9  | 52 | 47 | +5   | Cuartos de final de la liguilla |
| 6    | UNAM             | 50   | 34 | 13 | 11 | 10 | 50 | 41 | +9   | Reclasificación a liguilla      |
| 7    | León             | 50   | 34 | 13 | 11 | 10 | 55 | 49 | +6   | Reclasificación a liguilla      |
| 8    | Toros Neza       | 50   | 34 | 13 | 11 | 10 | 53 | 50 | +3   |                                 |
| 9    | Veracruz         | 50   | 34 | 15 | 5  | 14 | 44 | 45 | −1   | Cuartos de final de la liguilla |
| 10   | Tigres (D)       | 49   | 34 | 12 | 13 | 9  | 38 | 38 | 0    | Descenso de categoría           |
| 11   | América          | 46   | 34 | 10 | 16 | 8  | 57 | 45 | +12  | Reclasificación a liguilla      |
| 12   | Guadalajara      | 43   | 34 | 11 | 10 | 13 | 37 | 42 | −5   |                                 |
| 13   | Tecos UAG        | 42   | 34 | 8  | 18 | 8  | 41 | 47 | −6   |                                 |
| 14   | Santos           | 37   | 34 | 9  | 10 | 15 | 41 | 43 | −2   |                                 |
| 15   | Toluca           | 37   | 34 | 10 | 7  | 17 | 33 | 45 | −12  |                                 |
| 16   | Atlético Morelia | 36   | 34 | 9  | 9  | 16 | 36 | 52 | −16  |                                 |
| 17   | Atlante          | 33   | 34 | 7  | 12 | 15 | 39 | 56 | −17  |                                 |
| 18   | Puebla           | 28   | 34 | 6  | 10 | 18 | 29 | 54 | −25  |                                 |

 Fuente: [cita requerida]
Notas:
1. ↑  Tigres disputó la reclasificación a liguilla a pesar de haber descendido.

### Grupos

#### Grupo 1
| Pos. | Equipo      | Pts. | PJ | G  | E  | P  | GF | GC | Dif. | Clasificación                   |
| ---- | ----------- | ---- | -- | -- | -- | -- | -- | -- | ---- | ------------------------------- |
| 1    | Veracruz    | 50   | 34 | 15 | 5  | 14 | 44 | 45 | −1   | Cuartos de final de la liguilla |
| 2    | Tigres (D)  | 49   | 34 | 12 | 13 | 9  | 38 | 38 | 0    | Descenso de categoría           |
| 3    | Guadalajara | 43   | 34 | 11 | 10 | 13 | 37 | 42 | −5   |                                 |
| 4    | Santos      | 37   | 34 | 9  | 10 | 15 | 41 | 43 | −2   |                                 |
| 5    | Toluca      | 37   | 34 | 10 | 7  | 17 | 33 | 45 | −12  |                                 |

 Fuente: [cita requerida]
Notas:
1. ↑  Tigres disputó la reclasificación a liguilla a pesar de haber descendido.

#### Grupo 2
| Pos. | Equipo           | Pts. | PJ | G  | E  | P  | GF | GC | Dif. | Clasificación                   |
| ---- | ---------------- | ---- | -- | -- | -- | -- | -- | -- | ---- | ------------------------------- |
| 1    | Atlético Celaya  | 52   | 34 | 14 | 10 | 10 | 49 | 46 | +3   | Cuartos de final de la liguilla |
| 2    | América          | 46   | 34 | 10 | 16 | 8  | 57 | 45 | +12  | Reclasificación a liguilla      |
| 3    | Atlético Morelia | 36   | 34 | 9  | 9  | 16 | 36 | 52 | −16  |                                 |
| 4    | Atlante          | 33   | 34 | 7  | 12 | 15 | 39 | 56 | −17  |                                 |
| 5    | Puebla           | 28   | 34 | 6  | 10 | 18 | 29 | 54 | −25  |                                 |

 Fuente: [cita requerida]

#### Grupo 3
| Pos. | Equipo    | Pts. | PJ | G  | E  | P  | GF | GC | Dif. | Clasificación                   |
| ---- | --------- | ---- | -- | -- | -- | -- | -- | -- | ---- | ------------------------------- |
| 1    | Cruz Azul | 56   | 34 | 14 | 14 | 6  | 61 | 38 | +23  | Cuartos de final de la liguilla |
| 2    | Monterrey | 51   | 34 | 13 | 12 | 9  | 52 | 47 | +5   | Cuartos de final de la liguilla |
| 3    | UNAM      | 50   | 34 | 13 | 11 | 10 | 50 | 41 | +9   | Reclasificación a liguilla      |
| 4    | León      | 50   | 34 | 13 | 11 | 10 | 55 | 49 | +6   | Reclasificación a liguilla      |

 Fuente: [cita requerida]

#### Grupo 4
| Pos. | Equipo     | Pts. | PJ | G  | E  | P  | GF | GC | Dif. | Clasificación                   |
| ---- | ---------- | ---- | -- | -- | -- | -- | -- | -- | ---- | ------------------------------- |
| 1    | Necaxa (C) | 55   | 34 | 15 | 10 | 9  | 58 | 41 | +17  | Cuartos de final de la liguilla |
| 2    | Atlas      | 53   | 34 | 14 | 11 | 9  | 51 | 45 | +6   | Cuartos de final de la liguilla |
| 3    | Toros Neza | 50   | 34 | 13 | 11 | 10 | 53 | 50 | +3   |                                 |
| 4    | Tecos UAG  | 42   | 34 | 8  | 18 | 8  | 41 | 47 | −6   |                                 |

 Fuente: [cita requerida]

## Tabla de Descenso[4]
| Pos. | Equipo      | JJ  | Pts | Cociente |
| ---- | ----------- | --- | --- | -------- |
| 14º  | Atlante     | 108 | 101 | 0.9352   |
| 15º  | Toros Neza  | 108 | 100 | 0.9259   |
| 16º  | Puebla      | 108 | 96  | 0.8889   |
| 17º  | Morelia     | 108 | 96  | 0.8889   |
| 18º  | Tigres UANL | 108 | 91  | 0.8426   |

## Liguilla

### Reclasificación
| 10 de abril de 1996, 20:45 | Tigres UANL                       | 4:1 | León        | Estadio Universitario, San Nicolás de los Garza |  |
|                            | Lozano 26' 50' 60' · Almaguer 84' |     | Álvarez 49' |                                                 |  |

| 13 de abril de 1996, 20:45                   | León                                         | 3:1 (4:5) | Tigres UANL | Nou Camp, León |  |
|                                              | Ordiales 23' · Peña 47' · Álvarez (t.p.) 88' |           | Lozano 56'  |                |  |
| Tigres UANL avanza a la liguilla. Global 4-5 |                                              |           |             |                |  |

| 11 de abril de 1996, 20:45 | América                          | 2:0 | UNAM | Estadio Azteca, Ciudad de México |  |
|                            | Omam-Biyik 31' · Luis García 87' |     |      |                                  |  |

| 14 de abril de 1996, 12:00               | UNAM | 0:0 (0:2) | América | Estadio Olímpico Universitario, Ciudad de México |  |
| América avanza a la liguilla. Global 0-2 |      |           |         |                                                  |  |

### Fase final
|  | Reclasificación                                                  | Reclasificación                                                  | Reclasificación                                                  | Reclasificación                                                  | Reclasificación                                                  |   |   | Cuartos de final                                            | Cuartos de final                                            | Cuartos de final                                            | Cuartos de final                                            | Cuartos de final                                            |   |   | Semifinales                                            | Semifinales                                            | Semifinales                                            | Semifinales                                            | Semifinales                                            |  |   | Final                                              | Final                                              | Final                                              | Final                                              | Final                                              |  |
|  | 10 y 11 de abril de 1996 (ida) 13 y 14 de abril de 1996 (vuelta) | 10 y 11 de abril de 1996 (ida) 13 y 14 de abril de 1996 (vuelta) | 10 y 11 de abril de 1996 (ida) 13 y 14 de abril de 1996 (vuelta) | 10 y 11 de abril de 1996 (ida) 13 y 14 de abril de 1996 (vuelta) | 10 y 11 de abril de 1996 (ida) 13 y 14 de abril de 1996 (vuelta) |   |   | 17 de abril de 1996 (ida) 20 y 21 de abril de 1996 (vuelta) | 17 de abril de 1996 (ida) 20 y 21 de abril de 1996 (vuelta) | 17 de abril de 1996 (ida) 20 y 21 de abril de 1996 (vuelta) | 17 de abril de 1996 (ida) 20 y 21 de abril de 1996 (vuelta) | 17 de abril de 1996 (ida) 20 y 21 de abril de 1996 (vuelta) |   |   | 24 de abril de 1996 (ida) 27 de abril de 1996 (vuelta) | 24 de abril de 1996 (ida) 27 de abril de 1996 (vuelta) | 24 de abril de 1996 (ida) 27 de abril de 1996 (vuelta) | 24 de abril de 1996 (ida) 27 de abril de 1996 (vuelta) | 24 de abril de 1996 (ida) 27 de abril de 1996 (vuelta) |  |   | 1 de mayo de 1996 (ida) 4 de mayo de 1996 (vuelta) | 1 de mayo de 1996 (ida) 4 de mayo de 1996 (vuelta) | 1 de mayo de 1996 (ida) 4 de mayo de 1996 (vuelta) | 1 de mayo de 1996 (ida) 4 de mayo de 1996 (vuelta) | 1 de mayo de 1996 (ida) 4 de mayo de 1996 (vuelta) |  |
|  |                                                                  |                                                                  |                                                                  |                                                                  |                                                                  |   |   |                                                             |                                                             |                                                             |                                                             |                                                             |   |   |                                                        |                                                        |                                                        |                                                        |                                                        |  |   |                                                    |                                                    |                                                    |                                                    |                                                    |  |
|  |                                                                  |                                                                  |                                                                  |                                                                  |                                                                  |   |   |                                                             |                                                             |                                                             |                                                             |                                                             |   |   |                                                        |                                                        |                                                        |                                                        |                                                        |  |   |                                                    |                                                    |                                                    |                                                    |                                                    |  |
|  |                                                                  |                                                                  |                                                                  |                                                                  |                                                                  |   |   |                                                             |                                                             |                                                             |                                                             |                                                             |   |   |                                                        |                                                        |                                                        |                                                        |                                                        |  |   |                                                    |                                                    |                                                    |                                                    |                                                    |  |
|  |                                                                  |                                                                  |                                                                  |                                                                  |                                                                  |   |   |                                                             |                                                             |                                                             |                                                             |                                                             |   |   |                                                        |                                                        |                                                        |                                                        |                                                        |  |   |                                                    |                                                    |                                                    |                                                    |                                                    |  |
|  |                                                                  |                                                                  |                                                                  |                                                                  |                                                                  |   |   |                                                             |                                                             |                                                             |                                                             |                                                             |   |   |                                                        |                                                        |                                                        |                                                        |                                                        |  |   |                                                    |                                                    |                                                    |                                                    |                                                    |  |
|  |                                                                  | 2                                                                | Necaxa                                                           | 1                                                                | 1                                                                | 2 |   |                                                             |                                                             |                                                             |                                                             |                                                             |   |   |                                                        |                                                        |                                                        |                                                        |                                                        |  |   |                                                    |                                                    |                                                    |                                                    |                                                    |  |
|  |                                                                  |                                                                  |                                                                  |                                                                  |                                                                  | 2 |   |                                                             |                                                             |                                                             |                                                             |                                                             |   |   |                                                        |                                                        |                                                        |                                                        |                                                        |  |   |                                                    |                                                    |                                                    |                                                    |                                                    |  |
|  |                                                                  |                                                                  | 10                                                               | Tigres UANL                                                      | 0                                                                | 1 | 1 |                                                             |                                                             |                                                             |                                                             |                                                             |   |   |                                                        |                                                        |                                                        |                                                        |                                                        |  |   |                                                    |                                                    |                                                    |                                                    |                                                    |  |
|  | 7                                                                | León                                                             | 10                                                               | Tigres UANL                                                      | 0                                                                | 1 | 1 | 1                                                           | 3                                                           | 4                                                           |                                                             |                                                             |   |   |                                                        |                                                        |                                                        |                                                        |                                                        |  |   |                                                    |                                                    |                                                    |                                                    |                                                    |  |
|  | 7                                                                | León                                                             |                                                                  |                                                                  |                                                                  |   |   |                                                             |                                                             | 4                                                           |                                                             |                                                             |   |   |                                                        |                                                        |                                                        |                                                        |                                                        |  |   |                                                    |                                                    |                                                    |                                                    |                                                    |  |
|  | 10                                                               | Tigres UANL                                                      | 4                                                                | 1                                                                | 5                                                                |   |   |                                                             |                                                             |                                                             |                                                             |                                                             |   |   |                                                        |                                                        |                                                        |                                                        |                                                        |  |   |                                                    |                                                    |                                                    |                                                    |                                                    |  |
|  | 10                                                               | Tigres UANL                                                      | 4                                                                | 1                                                                | 5                                                                |   |   |                                                             |                                                             |                                                             |                                                             |                                                             |   | 2 | Necaxa                                                 | 2                                                      | 1                                                      | 3                                                      |                                                        |  |   |                                                    |                                                    |                                                    |                                                    |                                                    |  |
|  |                                                                  |                                                                  |                                                                  |                                                                  |                                                                  |   |   |                                                             |                                                             |                                                             |                                                             |                                                             |   | 2 | Necaxa                                                 | 2                                                      | 1                                                      | 3                                                      |                                                        |  |   |                                                    |                                                    |                                                    |                                                    |                                                    |  |
|  |                                                                  |                                                                  | 11                                                               | América                                                          | 0                                                                | 1 | 1 |                                                             |                                                             |                                                             |                                                             |                                                             |   |   |                                                        |                                                        |                                                        |                                                        |                                                        |  |   |                                                    |                                                    |                                                    |                                                    |                                                    |  |
|  |                                                                  |                                                                  | 11                                                               | América                                                          | 0                                                                | 1 | 1 |                                                             |                                                             |                                                             |                                                             |                                                             |   |   |                                                        |                                                        |                                                        |                                                        |                                                        |  |   |                                                    |                                                    |                                                    |                                                    |                                                    |  |
|  |                                                                  |                                                                  |                                                                  |                                                                  |                                                                  |   |   |                                                             |                                                             |                                                             |                                                             |                                                             |   |   |                                                        |                                                        |                                                        |                                                        |                                                        |  |   |                                                    |                                                    |                                                    |                                                    |                                                    |  |
|  |                                                                  |                                                                  |                                                                  |                                                                  |                                                                  |   |   |                                                             |                                                             |                                                             |                                                             |                                                             |   |   |                                                        |                                                        |                                                        |                                                        |                                                        |  |   |                                                    |                                                    |                                                    |                                                    |                                                    |  |
|  |                                                                  | 1                                                                | Cruz Azul                                                        | 0                                                                | 2                                                                | 2 |   |                                                             |                                                             |                                                             |                                                             |                                                             |   |   |                                                        |                                                        |                                                        |                                                        |                                                        |  |   |                                                    |                                                    |                                                    |                                                    |                                                    |  |
|  |                                                                  |                                                                  |                                                                  |                                                                  |                                                                  | 2 |   |                                                             |                                                             |                                                             |                                                             |                                                             |   |   |                                                        |                                                        |                                                        |                                                        |                                                        |  |   |                                                    |                                                    |                                                    |                                                    |                                                    |  |
|  |                                                                  |                                                                  | 11                                                               | América                                                          | 3                                                                | 0 | 3 |                                                             |                                                             |                                                             |                                                             |                                                             |   |   |                                                        |                                                        |                                                        |                                                        |                                                        |  |   |                                                    |                                                    |                                                    |                                                    |                                                    |  |
|  | 6                                                                | UNAM                                                             | 11                                                               | América                                                          | 3                                                                | 0 | 3 | 0                                                           | 0                                                           | 0                                                           |                                                             |                                                             |   |   |                                                        |                                                        |                                                        |                                                        |                                                        |  |   |                                                    |                                                    |                                                    |                                                    |                                                    |  |
|  | 6                                                                | UNAM                                                             |                                                                  |                                                                  |                                                                  |   |   |                                                             |                                                             | 0                                                           |                                                             |                                                             |   |   |                                                        |                                                        |                                                        |                                                        |                                                        |  |   |                                                    |                                                    |                                                    |                                                    |                                                    |  |
|  | 11                                                               | América                                                          | 2                                                                | 0                                                                | 2                                                                |   |   |                                                             |                                                             |                                                             |                                                             |                                                             |   |   |                                                        |                                                        |                                                        |                                                        |                                                        |  |   |                                                    |                                                    |                                                    |                                                    |                                                    |  |
|  | 11                                                               | América                                                          | 2                                                                | 0                                                                | 2                                                                |   |   |                                                             |                                                             |                                                             |                                                             |                                                             |   |   |                                                        |                                                        |                                                        |                                                        |                                                        |  | 2 | Necaxa (v.)                                        | 1                                                  | 0                                                  | 1                                                  |                                                    |  |
|  |                                                                  |                                                                  |                                                                  |                                                                  |                                                                  |   |   |                                                             |                                                             |                                                             |                                                             |                                                             |   |   |                                                        |                                                        |                                                        |                                                        |                                                        |  | 2 | Necaxa (v.)                                        | 1                                                  | 0                                                  | 1                                                  |                                                    |  |
|  |                                                                  |                                                                  | 4                                                                | Atlético Celaya                                                  | 1                                                                | 0 | 1 |                                                             |                                                             |                                                             |                                                             |                                                             |   |   |                                                        |                                                        |                                                        |                                                        |                                                        |  |   |                                                    |                                                    |                                                    |                                                    |                                                    |  |
|  |                                                                  |                                                                  | 4                                                                | Atlético Celaya                                                  | 1                                                                | 0 | 1 |                                                             |                                                             |                                                             |                                                             |                                                             |   |   |                                                        |                                                        |                                                        |                                                        |                                                        |  |   |                                                    |                                                    |                                                    |                                                    |                                                    |  |
|  |                                                                  |                                                                  |                                                                  |                                                                  |                                                                  |   |   |                                                             |                                                             |                                                             |                                                             |                                                             |   |   |                                                        |                                                        |                                                        |                                                        |                                                        |  |   |                                                    |                                                    |                                                    |                                                    |                                                    |  |
|  |                                                                  |                                                                  |                                                                  |                                                                  |                                                                  |   |   |                                                             |                                                             |                                                             |                                                             |                                                             |   |   |                                                        |                                                        |                                                        |                                                        |                                                        |  |   |                                                    |                                                    |                                                    |                                                    |                                                    |  |
|  |                                                                  | 4                                                                | Atlético Celaya (v.)                                             | 2                                                                | 0                                                                | 2 |   |                                                             |                                                             |                                                             |                                                             |                                                             |   |   |                                                        |                                                        |                                                        |                                                        |                                                        |  |   |                                                    |                                                    |                                                    |                                                    |                                                    |  |
|  |                                                                  |                                                                  |                                                                  |                                                                  |                                                                  | 2 |   |                                                             |                                                             |                                                             |                                                             |                                                             |   |   |                                                        |                                                        |                                                        |                                                        |                                                        |  |   |                                                    |                                                    |                                                    |                                                    |                                                    |  |
|  |                                                                  |                                                                  | 5                                                                | Monterrey                                                        | 2                                                                | 0 | 2 |                                                             |                                                             |                                                             |                                                             |                                                             |   |   |                                                        |                                                        |                                                        |                                                        |                                                        |  |   |                                                    |                                                    |                                                    |                                                    |                                                    |  |
|  |                                                                  |                                                                  | 5                                                                | Monterrey                                                        | 2                                                                | 0 | 2 |                                                             |                                                             |                                                             |                                                             |                                                             |   |   |                                                        |                                                        |                                                        |                                                        |                                                        |  |   |                                                    |                                                    |                                                    |                                                    |                                                    |  |
|  |                                                                  |                                                                  |                                                                  |                                                                  |                                                                  |   |   |                                                             |                                                             |                                                             |                                                             |                                                             |   |   |                                                        |                                                        |                                                        |                                                        |                                                        |  |   |                                                    |                                                    |                                                    |                                                    |                                                    |  |
|  |                                                                  |                                                                  |                                                                  |                                                                  |                                                                  |   |   |                                                             |                                                             |                                                             |                                                             |                                                             |   |   |                                                        |                                                        |                                                        |                                                        |                                                        |  |   |                                                    |                                                    |                                                    |                                                    |                                                    |  |
|  |                                                                  |                                                                  |                                                                  |                                                                  |                                                                  |   |   |                                                             | 4                                                           | Atlético Celaya                                             | 1                                                           | 5                                                           | 6 |   |                                                        |                                                        |                                                        |                                                        |                                                        |  |   |                                                    |                                                    |                                                    |                                                    |                                                    |  |
|  |                                                                  |                                                                  |                                                                  |                                                                  |                                                                  |   |   |                                                             |                                                             |                                                             |                                                             |                                                             | 6 |   |                                                        |                                                        |                                                        |                                                        |                                                        |  |   |                                                    |                                                    |                                                    |                                                    |                                                    |  |
|  |                                                                  |                                                                  | 9                                                                | Veracruz                                                         | 0                                                                | 1 | 1 |                                                             |                                                             |                                                             |                                                             |                                                             |   |   |                                                        |                                                        |                                                        |                                                        |                                                        |  |   |                                                    |                                                    |                                                    |                                                    |                                                    |  |
|  |                                                                  |                                                                  | 9                                                                | Veracruz                                                         | 0                                                                | 1 | 1 |                                                             |                                                             |                                                             |                                                             |                                                             |   |   |                                                        |                                                        |                                                        |                                                        |                                                        |  |   |                                                    |                                                    |                                                    |                                                    |                                                    |  |
|  |                                                                  |                                                                  |                                                                  |                                                                  |                                                                  |   |   |                                                             |                                                             |                                                             |                                                             |                                                             |   |   |                                                        |                                                        |                                                        |                                                        |                                                        |  |   |                                                    |                                                    |                                                    |                                                    |                                                    |  |
|  |                                                                  |                                                                  |                                                                  |                                                                  |                                                                  |   |   |                                                             |                                                             |                                                             |                                                             |                                                             |   |   |                                                        |                                                        |                                                        |                                                        |                                                        |  |   |                                                    |                                                    |                                                    |                                                    |                                                    |  |
|  |                                                                  | 3                                                                | Atlas                                                            | 1                                                                | 2                                                                | 3 |   |                                                             |                                                             |                                                             |                                                             |                                                             |   |   |                                                        |                                                        |                                                        |                                                        |                                                        |  |   |                                                    |                                                    |                                                    |                                                    |                                                    |  |
|  |                                                                  |                                                                  |                                                                  |                                                                  |                                                                  | 3 |   |                                                             |                                                             |                                                             |                                                             |                                                             |   |   |                                                        |                                                        |                                                        |                                                        |                                                        |  |   |                                                    |                                                    |                                                    |                                                    |                                                    |  |
|  |                                                                  |                                                                  | 9                                                                | Veracruz (v.)                                                    | 1                                                                | 2 | 3 |                                                             |                                                             |                                                             |                                                             |                                                             |   |   |                                                        |                                                        |                                                        |                                                        |                                                        |  |   |                                                    |                                                    |                                                    |                                                    |                                                    |  |
|  |                                                                  |                                                                  | 9                                                                | Veracruz (v.)                                                    | 1                                                                | 2 | 3 |                                                             |                                                             |                                                             |                                                             |                                                             |   |   |                                                        |                                                        |                                                        |                                                        |                                                        |  |   |                                                    |                                                    |                                                    |                                                    |                                                    |  |
|  |                                                                  |                                                                  |                                                                  |                                                                  |                                                                  |   |   |                                                             |                                                             |                                                             |                                                             |                                                             |   |   |                                                        |                                                        |                                                        |                                                        |                                                        |  |   |                                                    |                                                    |                                                    |                                                    |                                                    |  |
|  |                                                                  |                                                                  |                                                                  |                                                                  |                                                                  |   |   |                                                             |                                                             |                                                             |                                                             |                                                             |   |   |                                                        |                                                        |                                                        |                                                        |                                                        |  |   |                                                    |                                                    |                                                    |                                                    |                                                    |  |
|  |                                                                  |                                                                  |                                                                  |                                                                  |                                                                  |   |   |                                                             |                                                             |                                                             |                                                             |                                                             |   |   |                                                        |                                                        |                                                        |                                                        |                                                        |  |   |                                                    |                                                    |                                                    |                                                    |                                                    |  |
|  |                                                                  |                                                                  |                                                                  |                                                                  |                                                                  |   |   |                                                             |                                                             |                                                             |                                                             |                                                             |   |   |                                                        |                                                        |                                                        |                                                        |                                                        |  |   |                                                    |                                                    |                                                    |                                                    |                                                    |  |

### Cuartos de final
| 17 de abril de 1996, 16:00 | Veracruz     | 1:1 | Atlas      | Estadio Luis Pirata Fuente, Veracruz |  |
|                            | Arboleda 81' |     | García 40' |                                      |  |

| 20 de abril de 1996, 20:45                                         | Atlas                    | 2:2 (3:3) | Veracruz                  | Estadio Jalisco, Guadalajara |  |
|                                                                    | Salcedo 17' · García 33' |           | Gaytán 37' · Malibrán 76' |                              |  |
| Veracruz avanza las semifinales por goles de visitante. Global 3-3 |                          |           |                           |                              |  |

| 17 de abril de 1996, 20:45 | Monterrey                          | 2:2 | Atlético Celaya    | Estadio Tecnológico, Monterrey |  |
|                            | Morales 64' · Verdirame (t.p.) 68' |     | Butragueño 34' 51' |                                |  |

| 20 de abril de 1996, 20:15                                              | Atlético Celaya | 0:0 (2:2) | Monterrey | Estadio Miguel Alemán Valdés, Celaya |  |
| Atlético Celaya avanza a semifinales por goles de visitante. Global 2-2 |                 |           |           |                                      |  |

| 17 de abril de 1996, 20:45 | Tigres UANL | 0:1 | Necaxa       | Estadio Universitario, San Nicolás de los Garza |  |
|                            |             |     | Aguinaga 59' |                                                 |  |

| 20 de abril de 1996, 17:00              | Necaxa              | 1:1 (2:1) | Tigres UANL   | Estadio Azteca, Ciudad de México |  |
|                                         | Aguinaga (t.p.) 87' |           | Seferovic 16' |                                  |  |
| Necaxa avanza a semifinales. Global 2-1 |                     |           |               |                                  |  |

| 17 de abril de 1996, 20:45 | Cruz Azul | 0:3 | América                              | Estadio Azteca, Ciudad de México |  |
|                            |           |     | Omam-Biyik 19' · Luis García 53' 60' |                                  |  |

| 21 de abril de 1996, 20:00               | América | 0:2 (3:2) | Cruz Azul                      | Estadio Azteca, Ciudad de México |  |
|                                          |         |           | Palencia 5' · Villa (a.g.) 68' |                                  |  |
| América avanza a semifinales. Global 3-2 |         |           |                                |                                  |  |

### Semifinales
| 24 de abril de 1996, 17:00 | Veracruz | 0:1 | Atlético Celaya | Estadio Luis Pirata Fuente, Veracruz |  |
|                            |          |     | Mercado 50'     |                                      |  |

| 27 de abril de 1996, 20:15                    | Atlético Celaya                           | 5:1 (6:1) | Veracruz   | Estadio Miguel Alemán Valdés, Celaya |  |
|                                               | Zambrano 16' 25' 35' 51' · Butragueño 87' |           | Santos 34' |                                      |  |
| Atlético Celaya avanza a la final. Global 6-1 |                                           |           |            |                                      |  |

| 24 de abril de 1996, 20:45 | América | 0:2 | Necaxa                     | Estadio Azteca, Ciudad de México |  |
|                            |         |     | Hernández 44' · Peláez 47' |                                  |  |

| 27 de abril de 1996, 17:00           | Necaxa               | 1:1 (3:1) | América    | Estadio Azteca, Ciudad de México |  |
|                                      | Omam-Biyik (a.g) 17' |           | Peláez 41' |                                  |  |
| Necaxa avanza a la final. Global 3-1 |                      |           |            |                                  |  |

### Final
| 1 de mayo de 1996, 20:15 | Atlético Celaya | 1:1 | Necaxa     | Estadio Miguel Alemán Valdés, Celaya |  |
|                          | Hernández 57'   |     | Peláez 25' |                                      |  |

| 4 de mayo de 1996, 17:00                        | Necaxa | 0:0 (1:1) | Atlético Celaya | Estadio Azteca, Ciudad de México |  |
| Necaxa campeón por gol de visitante. Global 1-1 |        |           |                 |                                  |  |

### Final - Ida
| 1     | POR   | Hugo Pineda           |     |
| 2     | DEF   | Armando Cabrera       |     |
| 23    | DEF   | Iván Hurtado          |     |
| 3     | DEF   | Joel Cruz             |     |
| 5     | DEF   | Víctor Díaz Leal      |     |
| 13    | MED   | Juvenal Patiño        |     |
| 17    | MED   | Salvador Mercado      | 56' |
| 19    | MED   | Francisco Javier Cruz | 83' |
| 8     | MED   | José Damasceno        |     |
| 7     | DEL   | Emilio Butragueño     |     |
| 9     | DEL   | Richard Zambrano      |     |
| D. T. | D. T. | Juan Manuel Álvarez   |     |

| 1     | POR   | Nicolás Navarro     |     |
| 20    | DEF   | José María Higareda | 45' |
| 15    | DEF   | Octavio Becerril    |     |
| 3     | DEF   | Eduardo Vilches     |     |
| 2     | DEF   | Uwe Wolf            |     |
| 14    | DEF   | Gerardo Esquivel    |     |
| 4     | MED   | Ignacio Ambriz      |     |
| 7     | MED   | Álex Aguinaga       |     |
| 8     | MED   | Alberto García Aspe |     |
| 12    | DEL   | Luis Hernández      | 71' |
| 9     | DEL   | Ricardo Peláez      |     |
| D. T. | D. T. | Manuel Lapuente     |     |

| 16 | Delantero      | Carlos Hernández | 56' |
| 29 | Centrocampista | Inés Franco      | 83' |

| 25 | Delantero | Sergio Zárate  | 45' |
| 10 | Defensa   | Efraín Herrera | 71' |

| 57' | Carlos Hernández | 1:1 |

| 25' | Ricardo Peláez | 0:1 |

| 11' · 33' | Alberto García Aspe Luis Hernández |

| 69' | Ignacio Ambriz |

| Principal  | Miguel Ángel Salas      |
| Asistentes | José Guadalupe Martínez |
|            | Miguel Ramos Rizo       |

| 1     | POR   | Hugo Pineda           |     |
| 2     | DEF   | Armando Cabrera       |     |
| 23    | DEF   | Iván Hurtado          |     |
| 3     | DEF   | Joel Cruz             |     |
| 5     | DEF   | Víctor Díaz Leal      |     |
| 13    | MED   | Juvenal Patiño        |     |
| 17    | MED   | Salvador Mercado      | 56' |
| 19    | MED   | Francisco Javier Cruz | 83' |
| 8     | MED   | José Damasceno        |     |
| 7     | DEL   | Emilio Butragueño     |     |
| 9     | DEL   | Richard Zambrano      |     |
| D. T. | D. T. | Juan Manuel Álvarez   |     |

| 1     | POR   | Nicolás Navarro     |     |
| 20    | DEF   | José María Higareda | 45' |
| 15    | DEF   | Octavio Becerril    |     |
| 3     | DEF   | Eduardo Vilches     |     |
| 2     | DEF   | Uwe Wolf            |     |
| 14    | DEF   | Gerardo Esquivel    |     |
| 4     | MED   | Ignacio Ambriz      |     |
| 7     | MED   | Álex Aguinaga       |     |
| 8     | MED   | Alberto García Aspe |     |
| 12    | DEL   | Luis Hernández      | 71' |
| 9     | DEL   | Ricardo Peláez      |     |
| D. T. | D. T. | Manuel Lapuente     |     |

| 16 | Delantero      | Carlos Hernández | 56' |
| 29 | Centrocampista | Inés Franco      | 83' |

| 25 | Delantero | Sergio Zárate  | 45' |
| 10 | Defensa   | Efraín Herrera | 71' |

| 57' | Carlos Hernández | 1:1 |

| 25' | Ricardo Peláez | 0:1 |

| 11' · 33' | Alberto García Aspe Luis Hernández |

| 69' | Ignacio Ambriz |

| Principal  | Miguel Ángel Salas      |
| Asistentes | José Guadalupe Martínez |
|            | Miguel Ramos Rizo       |

| 1     | POR   | Hugo Pineda           |     |
| 2     | DEF   | Armando Cabrera       |     |
| 23    | DEF   | Iván Hurtado          |     |
| 3     | DEF   | Joel Cruz             |     |
| 5     | DEF   | Víctor Díaz Leal      |     |
| 13    | MED   | Juvenal Patiño        |     |
| 17    | MED   | Salvador Mercado      | 56' |
| 19    | MED   | Francisco Javier Cruz | 83' |
| 8     | MED   | José Damasceno        |     |
| 7     | DEL   | Emilio Butragueño     |     |
| 9     | DEL   | Richard Zambrano      |     |
| D. T. | D. T. | Juan Manuel Álvarez   |     |

| 1     | POR   | Nicolás Navarro     |     |
| 20    | DEF   | José María Higareda | 45' |
| 15    | DEF   | Octavio Becerril    |     |
| 3     | DEF   | Eduardo Vilches     |     |
| 2     | DEF   | Uwe Wolf            |     |
| 14    | DEF   | Gerardo Esquivel    |     |
| 4     | MED   | Ignacio Ambriz      |     |
| 7     | MED   | Álex Aguinaga       |     |
| 8     | MED   | Alberto García Aspe |     |
| 12    | DEL   | Luis Hernández      | 71' |
| 9     | DEL   | Ricardo Peláez      |     |
| D. T. | D. T. | Manuel Lapuente     |     |

| 16 | Delantero      | Carlos Hernández | 56' |
| 29 | Centrocampista | Inés Franco      | 83' |

| 25 | Delantero | Sergio Zárate  | 45' |
| 10 | Defensa   | Efraín Herrera | 71' |

| 57' | Carlos Hernández | 1:1 |

| 25' | Ricardo Peláez | 0:1 |

| 11' · 33' | Alberto García Aspe Luis Hernández |

| 69' | Ignacio Ambriz |

| Principal  | Miguel Ángel Salas      |
| Asistentes | José Guadalupe Martínez |
|            | Miguel Ramos Rizo       |

| 1     | POR   | Hugo Pineda           |     |
| 2     | DEF   | Armando Cabrera       |     |
| 23    | DEF   | Iván Hurtado          |     |
| 3     | DEF   | Joel Cruz             |     |
| 5     | DEF   | Víctor Díaz Leal      |     |
| 13    | MED   | Juvenal Patiño        |     |
| 17    | MED   | Salvador Mercado      | 56' |
| 19    | MED   | Francisco Javier Cruz | 83' |
| 8     | MED   | José Damasceno        |     |
| 7     | DEL   | Emilio Butragueño     |     |
| 9     | DEL   | Richard Zambrano      |     |
| D. T. | D. T. | Juan Manuel Álvarez   |     |

| 1     | POR   | Nicolás Navarro     |     |
| 20    | DEF   | José María Higareda | 45' |
| 15    | DEF   | Octavio Becerril    |     |
| 3     | DEF   | Eduardo Vilches     |     |
| 2     | DEF   | Uwe Wolf            |     |
| 14    | DEF   | Gerardo Esquivel    |     |
| 4     | MED   | Ignacio Ambriz      |     |
| 7     | MED   | Álex Aguinaga       |     |
| 8     | MED   | Alberto García Aspe |     |
| 12    | DEL   | Luis Hernández      | 71' |
| 9     | DEL   | Ricardo Peláez      |     |
| D. T. | D. T. | Manuel Lapuente     |     |

| 16 | Delantero      | Carlos Hernández | 56' |
| 29 | Centrocampista | Inés Franco      | 83' |

| 25 | Delantero | Sergio Zárate  | 45' |
| 10 | Defensa   | Efraín Herrera | 71' |

| 57' | Carlos Hernández | 1:1 |

| 25' | Ricardo Peláez | 0:1 |

| 11' · 33' | Alberto García Aspe Luis Hernández |

| 69' | Ignacio Ambriz |

| Principal  | Miguel Ángel Salas      |
| Asistentes | José Guadalupe Martínez |
|            | Miguel Ramos Rizo       |

### Final - Vuelta
| 1     | POR   | Nicolás Navarro     |     |
| 20    | DEF   | José María Higareda | 45' |
| 15    | DEF   | Octavio Becerril    |     |
| 3     | DEF   | Eduardo Vilches     |     |
| 2     | DEF   | Uwe Wolf            |     |
| 14    | MED   | Gerardo Esquivel    |     |
| 8     | MED   | Alberto García Aspe |     |
| 7     | MED   | Álex Aguinaga       |     |
| 12    | DEL   | Luis Hernández      |     |
| 9     | DEL   | Ricardo Peláez      |     |
| 25    | DEL   | Sergio Zárate       | 70' |
| D. T. | D. T. | Manuel Lapuente     |     |

| 1     | POR   | Hugo Pineda           |     |
| 2     | DEF   | Armando Cabrera       |     |
| 23    | DEF   | Iván Hurtado          |     |
| 3     | DEF   | Joel Cruz             |     |
| 5     | DEF   | Víctor Díaz Leal      |     |
| 13    | MED   | Juvenal Patiño        |     |
| 17    | MED   | Salvador Mercado      | 60' |
| 19    | MED   | Francisco Javier Cruz | 65' |
| 8     | MED   | José Damasceno        |     |
| 7     | DEL   | Emilio Butragueño     |     |
| 9     | DEL   | Richard Zambrano      |     |
| D. T. | D. T. | Juan Manuel Álvarez   |     |

| 10 | Defensa   | Efraín Herrera | 45' |
| 13 | Delantero | Edson Alvarado | 70' |

| 16 | Delantero | Carlos Hernández | 60' |
| 20 | Delantero | Alfonso Malibrán | 65' |

| 38' · 47' · 78' | José María Higareda Álex Aguinaga Uwe Wolf |

| 45' · | Richard Zambrano |

| Principal  | Arturo Brizio Carter |
| Asistentes | Felipe Ramos Rizo    |

| 1     | POR   | Nicolás Navarro     |     |
| 20    | DEF   | José María Higareda | 45' |
| 15    | DEF   | Octavio Becerril    |     |
| 3     | DEF   | Eduardo Vilches     |     |
| 2     | DEF   | Uwe Wolf            |     |
| 14    | MED   | Gerardo Esquivel    |     |
| 8     | MED   | Alberto García Aspe |     |
| 7     | MED   | Álex Aguinaga       |     |
| 12    | DEL   | Luis Hernández      |     |
| 9     | DEL   | Ricardo Peláez      |     |
| 25    | DEL   | Sergio Zárate       | 70' |
| D. T. | D. T. | Manuel Lapuente     |     |

| 1     | POR   | Hugo Pineda           |     |
| 2     | DEF   | Armando Cabrera       |     |
| 23    | DEF   | Iván Hurtado          |     |
| 3     | DEF   | Joel Cruz             |     |
| 5     | DEF   | Víctor Díaz Leal      |     |
| 13    | MED   | Juvenal Patiño        |     |
| 17    | MED   | Salvador Mercado      | 60' |
| 19    | MED   | Francisco Javier Cruz | 65' |
| 8     | MED   | José Damasceno        |     |
| 7     | DEL   | Emilio Butragueño     |     |
| 9     | DEL   | Richard Zambrano      |     |
| D. T. | D. T. | Juan Manuel Álvarez   |     |

| 10 | Defensa   | Efraín Herrera | 45' |
| 13 | Delantero | Edson Alvarado | 70' |

| 16 | Delantero | Carlos Hernández | 60' |
| 20 | Delantero | Alfonso Malibrán | 65' |

| 38' · 47' · 78' | José María Higareda Álex Aguinaga Uwe Wolf |

| 45' · | Richard Zambrano |

| Principal  | Arturo Brizio Carter |
| Asistentes | Felipe Ramos Rizo    |

| 1     | POR   | Nicolás Navarro     |     |
| 20    | DEF   | José María Higareda | 45' |
| 15    | DEF   | Octavio Becerril    |     |
| 3     | DEF   | Eduardo Vilches     |     |
| 2     | DEF   | Uwe Wolf            |     |
| 14    | MED   | Gerardo Esquivel    |     |
| 8     | MED   | Alberto García Aspe |     |
| 7     | MED   | Álex Aguinaga       |     |
| 12    | DEL   | Luis Hernández      |     |
| 9     | DEL   | Ricardo Peláez      |     |
| 25    | DEL   | Sergio Zárate       | 70' |
| D. T. | D. T. | Manuel Lapuente     |     |

| 1     | POR   | Hugo Pineda           |     |
| 2     | DEF   | Armando Cabrera       |     |
| 23    | DEF   | Iván Hurtado          |     |
| 3     | DEF   | Joel Cruz             |     |
| 5     | DEF   | Víctor Díaz Leal      |     |
| 13    | MED   | Juvenal Patiño        |     |
| 17    | MED   | Salvador Mercado      | 60' |
| 19    | MED   | Francisco Javier Cruz | 65' |
| 8     | MED   | José Damasceno        |     |
| 7     | DEL   | Emilio Butragueño     |     |
| 9     | DEL   | Richard Zambrano      |     |
| D. T. | D. T. | Juan Manuel Álvarez   |     |

| 10 | Defensa   | Efraín Herrera | 45' |
| 13 | Delantero | Edson Alvarado | 70' |

| 16 | Delantero | Carlos Hernández | 60' |
| 20 | Delantero | Alfonso Malibrán | 65' |

| 38' · 47' · 78' | José María Higareda Álex Aguinaga Uwe Wolf |

| 45' · | Richard Zambrano |

| Principal  | Arturo Brizio Carter |
| Asistentes | Felipe Ramos Rizo    |

| 1     | POR   | Nicolás Navarro     |     |
| 20    | DEF   | José María Higareda | 45' |
| 15    | DEF   | Octavio Becerril    |     |
| 3     | DEF   | Eduardo Vilches     |     |
| 2     | DEF   | Uwe Wolf            |     |
| 14    | MED   | Gerardo Esquivel    |     |
| 8     | MED   | Alberto García Aspe |     |
| 7     | MED   | Álex Aguinaga       |     |
| 12    | DEL   | Luis Hernández      |     |
| 9     | DEL   | Ricardo Peláez      |     |
| 25    | DEL   | Sergio Zárate       | 70' |
| D. T. | D. T. | Manuel Lapuente     |     |

| 1     | POR   | Hugo Pineda           |     |
| 2     | DEF   | Armando Cabrera       |     |
| 23    | DEF   | Iván Hurtado          |     |
| 3     | DEF   | Joel Cruz             |     |
| 5     | DEF   | Víctor Díaz Leal      |     |
| 13    | MED   | Juvenal Patiño        |     |
| 17    | MED   | Salvador Mercado      | 60' |
| 19    | MED   | Francisco Javier Cruz | 65' |
| 8     | MED   | José Damasceno        |     |
| 7     | DEL   | Emilio Butragueño     |     |
| 9     | DEL   | Richard Zambrano      |     |
| D. T. | D. T. | Juan Manuel Álvarez   |     |

| 10 | Defensa   | Efraín Herrera | 45' |
| 13 | Delantero | Edson Alvarado | 70' |

| 16 | Delantero | Carlos Hernández | 60' |
| 20 | Delantero | Alfonso Malibrán | 65' |

| 38' · 47' · 78' | José María Higareda Álex Aguinaga Uwe Wolf |

| 45' · | Richard Zambrano |

| Principal  | Arturo Brizio Carter |
| Asistentes | Felipe Ramos Rizo    |

| Campeón Primera División 1995/96 |
| -------------------------------- |
|                                  |
| Necaxa                           |
| 2° Título                        |